# Sprawa Johanna Dicka
Sprawa Johanna Dicka – incydent w relacjach czechosłowacko-niemieckich wywołany zastrzeleniem niemieckiego turysty Johanna Dicka 18 września 1986 przez czechosłowacką Straż Graniczną (Pohraniční stráž).

## Okoliczności sprawy
Johann Dick (1927-1986) był emerytowanym żołnierzem niemieckim, mieszkającym w Bawarii. Jego hobby stanowiły podróże wzdłuż granicy niemiecko-czechosłowackiej. Jedną z takich podróży odbywał 18 września 1986. Po zaparkowaniu samochodu w rejonie Hermansreuth przeszedł pieszo 9 kilometrów (na podstawie wskazań znalezionego przy nim krokomierza) i dotarł w rejon wsi Mähring. W tym samym dniu, w miejscu do którego dotarł Dick w czasie pieszej wędrówki, dwóch Polaków (Marek Majko i Andrzej Gwizdoń) próbowało przekroczyć nielegalnie granicę pomiędzy Czechosłowacją, a RFN. Jednemu z Polaków udało się uciec, a żołnierze czechosłowackiej Straży Granicznej otworzyli ogień do znajdującego się po stronie niemieckiej Johanna Dicka. W chwili, kiedy został ranny, Dick znajdował się na terytorium RFN, 200 metrów od granicy. Żołnierze Straży Granicznej przenieśli rannego na terytorium Czechosłowacji, ale nie zdołali go uratować (zmarł w drodze do szpitala). Bezpośrednią przyczyną zgonu była rana postrzałowa żołądka. Akt zgonu wystawił szpital w Pilźnie.

## Skutki incydentu
19 września 1986 rano żona Dicka zawiadomiła policję o zaginięciu męża, który w poprzednim dniu udał się na wycieczkę w okolice Hermansreuth. W tym samym dniu posterunek niemieckiej Straży Granicznej w Furth im Wald otrzymał informację od strony czechosłowackiej o śmierci obywatela niemieckiego. Incydent wywołał międzynarodowy skandal. Początkowo władze Czechosłowacji utrzymywały, że Dick przekroczył granicę, a kiedy znalazł się na terytorium Czechosłowacji został zastrzelony przez niemiecką Straż Graniczną. Dowody wskazywały jednak na winę strony czechosłowackiej. Żołnierze odpowiadali nie tylko za postrzelenie Dicka, ale też późne udzielenie mu pomocy oraz kradzież pieniędzy, które posiadał przy sobie niemiecki turysta. Prezydent Czechosłowacji Gustáv Husák przeprosił stronę niemiecką, a wdowa po Johannie Dicku otrzymała odszkodowanie w wysokości 100 tys. marek. Sprawcy zabójstwa Dicka zostali potraktowani stosunkowo łagodnie. Oskarżono ich jedynie o nielegalne przekroczenie granicy (najwyższym wymiarem kary było 14 dni więzienia).
Śledztwo w sprawie zabójstwa Johanna Dicka wznowiono w 2001. Przed sądem stanęło trzech żołnierzy Straży Granicznej (Pavel Čada, Josef Číla i Jan Román). W toku procesu nie ustalono, kto w 1986 strzelał do Dicka i podejrzanych uniewinniono.